# Xu Xin
Xu Xin (cinese semplificato:许昕 ; cinese tradizionale:許昕 ; pinyin: Xǔ Xīn; Xuzhou, 8 gennaio 1990) è un tennistavolista cinese.

## Carriera
Xu Xin è considerato uno dei più forti tennistavolisti in circolazione, e può vantare numerosi titoli in carriera. A livello olimpico ha trionfato assieme ai compagni Ma Long e Zhang Jike nella gara a squadre a Rio de Janeiro 2016. Il 26 luglio 2021 ha conquistato l'argento in doppio misto alle Olimpiadi di Tokyo 2020, insieme alla compagna di squadra Liu Shiwen. Per quanto riguarda le competizioni mondiali, è stato campione mondiale nel doppio maschile, nel doppio misto ed anche, quattro volte, nella competizione a squadre. Può vantare successi anche a livello continentale, avendo trionfato nel singolo, nel doppio e nella gara a squadre anche ai giochi asiatici.
Nel 2019 è stato numero 2 delle classifiche mondiali.

## Stile di gioco
Xu Xin è un giocatore mancino con impugnature "a penna"; classica impugnatura orientale ormai utilizzata da pochi giocatori, Xu Xin è attualmente l'unico giocatore della nazionale cinese ad utilizzarla. Giocatore concreto ma allo stesso tempo estremamente spettacolare, è soprannominato a volte "The showman" per la spettacolarità delle sue giocate. Nonostante l'ottimo topspin di rovescio, predilige il dritto e, per coprire tutto il campo con il suo colpo migliore, si muove molto con un ottimo gioco di gambe; proprio per questo motivo è spesso soprannominato "The cloud walker" (il camminatore di nuvole).